# Мъглите на Авалон (минисериал)
„Мъглите на Авалон“ е минисериал от 2001 година по романа на Марион Зимър Брадли. Продуциран е от американския кабелен канал TNT и е режисиран от Ули Едел.

## Резюме на съдържанието
Внимание:  Текстът по-долу разкрива сюжета на произведението (или части от него)!

### Част 1: Игрейн и Утер
Филмът започва със съсипаната, мръсна и ранена Моргана, плуваща в малка лодка през мъглива река. По-голямата част от филма са спомени, разказани през нейните очи, и Моргана като разказвач.
В началото на филма саксонците се опитват брутално да навлязат в Британия. Става ясно, че е нужен силен крал, който да обедини езичници и християни и да разбие саксонците преди Авалон и Британия да бъдат загубени. Моргана е на осем години и живее със своята езическа майка Игрейн и християнски баща Горлойс. По-малката сестра на Игрейн – Моргоз – също живее с тях. Един ден, най-голямата им сестра, Вивиан – Господарката на Езерото, заедно с Мерлин, идва при Игрейн с пророчество, че тя ще роди кралят на християни и езичници, чиято съдба е да разбие саксонците. Игрейн е ужасена, когато чува, че детето няма да бъде на Горлойс и категорично отказва да роди наследника. Мерлин обяснява, че бащата ще бъде велик крал, който ще има дракон на ръката си. Игрейн дори не го слуша. Внезапно, малката Моргана получава видение и вижда баща си мъртъв. Вивиан е доволна да разбере, че Моргана притежава „прозрението“.
Скоро Игрейн и Горлойс, херцогът и херцогинята на Корнуол, са поканени на тържество при Върховния крал, който го организира за да назове своя наследник. По средата на празненството, в залата влиза с гръм и трясък Утер Пендрагон, смел и груб мъж. Игрейн е мигновено привлечена от него и това предизвиква враждебното настроение на Горлойс. Въпреки това, когато Игрейн вижда как Утер протяга ръка и под ръкава се подава драконът от пророчеството, тя се уплашва и избягва от залата. Утер я следва навън, но тя е студена и безчувствена, опитвайки се да избегне всякакви чувства. Утер ѝ обяснява, че той, като езичник, знае че нещо ги е свързвало, още преди да са се срещнали. Горлойс прекъсва тяхната среща, и рениво съобщава, че Утер е назован като наследник на Върховния крал.
По-късно след като Утер е коронясан, Горлойс събира армията си около лагера му, за да го убие. Вивиан изпраща на Игрейн видение и ѝ казва, че тя все още може да спаси Утер. Игрейн изпраща своята душа при Утер и го предупреждава точно навреме за да успее той да се измъкне. Между Утер и Горлойс започва битка, а в своя замък Игрейн припада.
На следващия ден Моргана открива майка си болна и с треска, и леля ѝ Моргоз изпраща момичето да събере билки, въпреки че Горлойс е заповядал никой не напуска замъка, с цел да предпази Игрейн и Моргана. Малката е хваната, но е пусната, след като към портите се приближават Мерлин и мъж в броня. Пазачът иска да види лицето на маскирания мъж и Мерлин прави заклинание, за да накара мъжа да прилича на Горлойс. Първоначално Моргана е благодарна да види баща си жив, но когато вижда дракона на ръката му, тя започва да разбира, че „баща ѝ“ всъщност е Утер. По-късно, леля ѝ я намира на прозореца, да чака тялото на баща си. Моргоз ѝ казва, че „Горлойс“ е горе и спи при Игрейн, но Моргана отвръща, че нейния баща е мъртъв. Тогава пристига трупът на Горлойс и Игрейн е ужасена. Утер се появява в истинския си образ. Моргоз, обаче, не обръща никакво внимание на драмата, тъй като мъжът, който е докарал тялото на Горлойс, крал Лот от Оркни, я забелязва и тя се влюбва.
Утер отвежда Моргана и Игрейн в Камелот, където Игрейн ражда Артур Пендрагон, наследникът от пророчеството.

### Част 2: Моргана е отведена в Авалон
Артур и Моргана израстват много силно привързани един към друг. Когато Артур е на пет, а Моргана – на тринадесет, Вивиан и Мерлин се връщат, заявявайки, че е време да вземат Артур за неговото обучение при Мерлин, като бъдещ крал. Вивиан заповядва на Моргана да дойде с нея в Авалон и да бъде обучена за жрица. Игрейн и Утер не искат да пуснат Моргана, но Вивиан ги заплашва, че ще оттегли подкрепата на Авалон от Утер. Вследствие на това, тя отвежда от Камелот и Артур, и Моргана.
Артур и Моргана са разделени със сълзи един от друг. Артур се отправя на север с Мерлин, а Моргана – на юг, с Вивиан. Вивиан отвежда девойката зад мъгливата завеса към утопичния остров – Авалон. Вивиан обучава Моргана да сбира силата на елементите и да служи на Богинята-майка. Десет години продължава обучението на Моргана, а последният тест е да повдигне мъглите.
Скоро след въвеждането ѝ Моргана среща своя братовчед Ланселот (който е син на Вивиан), красив и смел воин. Той се връща в Авалон, за да поиска благословията на майка си в битка, но тя не иска да му я даде. Моргана му показва каменния кръг и усеща, че започва да се влюбва в него. Ланселот вижда през завесата от мъгла няколко християнски монахини и послушници да се разхождат. Една от тях поглежда право към него и изглежда знае за съществуването на Авалон. Ланселот моли Моргана да повдигне мъглите заради нея и тя го прави. Послушницата е изумена, но скоро е привлечена от Ланселот. Името ѝ е Гуиневир, дъщеря на Уелски крал. Моргана не харесва Гуиневир и отново спуска мъглите. Ланселот, раздразнен, решава да се противопостави на майка си и напуска.
Няколко дни по-късно, на празника Белтейн, Вивиан изпраща Моргана да участва в риатуала по оплождане, в ролята на „Девицата ловджийка“, където Моргана трябва да прави любов с мъжа, убил кралския елен. И двамата партньори са маскирани, така че нямат представа кой е другия, но след това Моргана мечтае това да е бил Ланселот, макар че никога няма да знае със сигурност.

### Част 3: Коронацията на Артур
Артур, след като е завършил обучението си при Мерлин, открива баща си, Утер, в битка със саксонците, точно преди да умре. Той е заключен в горяща сграда и се моли както на Бог, така и на Богинята Майка за помощ. Вивиан, от името на Богинята, му отговаря и му дава Екскалибур срещу обещанието му да бъде лоялен към Авалон и езичеството, както и към християнството. Артур бързо се съгласява и побеждава саксонците.
Моргана най-после е освободена от Авалон и се връща в Камелот за коронацията на брат си. Тя първо среща Моргоз, която сега е кралица на Оркни и нейният млад син, Гауейн. Тя намира майка си, остаряла и изморена, да стои до прозореца с Епископ Патрик. Игрейн казва, че възнамерява да стане християнска монахиня и да се премести в Гластънбъри. Тя обяснява, че иска да намери прошка за това, че е предала Горлойс много отдавна и че два пъти е останала вдовица. Моргана е изненадана и объркана от тази новина.
Междувременно Артур приема да се ожени за християнска принцеса. Когато той представя младоженката на Ланселот, става ясно, че това е Гуиневир. Ланселот и Гуиневир са смутени от този обрат на съдбата и първата им среща е доста неоудобна. В това време Артур вижда Моргана на терасата и двамата щастливи се събират отново. Но скоро след това, Артур случайно разкива пред сестра си, че той е убил кралския елен по време на Белтейн. Моргана, шокирана от това, че е правила страстна любов със собствения си брат, се разплаква в своето отчаяние и срам. Моргоз извършва проклятие за безплодие срещу Гуиневир, „жена, която тя е решила да мрази“.
Артур е коронясан за крал под знамената на Пендрагон и на християнството. Епископ Патрик го венчава за Гуиневир. Мерлин и Вивиан са изненадани от този съюз. Моргоз прошепва на съпруга си, че Гуиневир никога няма да има деца, което означава че техният син Гавейн, ще е наследникът на трона. На Моргана и прилошава и тя бързо напуска празненството. Моргоз я следва и Моргана ѝ разкрива, че е бременна, но не споменава, че бащата е Артур. Моргоз е изненадана – детето на Моргана ще наследи короната преди Гавейн.
Артур е извикан скоро след коронацията си, оставяйки Гуиневир на грижите на Ланселот. Един ден те излизат на езда, и са нападнати от саксонците. Ланселот спасява Гуиневир от изнасилване и те се скриват. Двамата споделят целувка, но се заклеват че лоялността им към Артур е на първо място и си обещават никога да нямат връзка.

### Част 4: Раждането на Мордред
Моргоз сварява отвара, за да помогне на Моргана да абортира детето. Вивиан ги спира, преди Моргана да успее да отпие. Моргоз предупреждава Моргана да не се оставя никога да бъде пионка на Вивиан. Младата жена е бясна на Вивиан, че е позволила този позор: да роди копелето на собствения си брат. Вивиан иска това дете да бъде наследник на Артур, чиито езически корени ще го превърнат в най-великия владеетел, който Британия някога е виждала. Моргана се отрича от Вивиан и Авалон и заминава за Оркни с Моргоз. В средата на зимата, Моргана ражда син, Мордред. Моргоз е посъветвана от съпруга си, Лот, да убие детето. И действително, Моргоз има удобната възможност да го направи, тъй като Моргана е в безсъзнание заради следродилна треска. Моргоз оставя детето пред отворения прозорец. Моргана внезапно извиква в треската си, че Артур е баща на сина ѝ. Тогава Моргоз решава да спаси бебето и го отнася да го накърмят. Тя казва на мъжа си, че тя ще го изучи и отгледа, така че Мордред да бъде под нейно влияние. Тя дори го кърми сама първия път.

### Част 5: Завръщането на Моргана в Камелот
Тук започва втората част на минисериала. Моргана, посъветвана от Моргоз, решава да се върне в Камелот. Артур се е преъвнал във великия крал, за когото всички са се надявали, а Гуиневир е много разстроена, защото не може да роди сина, който да наследи Артур. Артур я уверява, че те все още са млади и имат много години пред тях, в които да си направят деца.
Моргана се връща в Камелот и е посрещната от Артур. Той я представя на сър Аколон, езичник, рицар на Кръглата маса и син на възрастния езически крал Уриен от Северен Уелс. Аколон и Моргана са привлечени един от друг. Между временно Ланселот страда по Гуиневир и по желанието си по нея. Гуиневир, обсебена от мисълта да роди деца, се обръща към Моргана с молба за някакво заклинание. Моргана се съгласява и ѝ казва, че ще получи своето заклинание в нощта на Белтейн.
В нощта на Белтейн, на едно пиршество, Артур се напива много. Междувременно, Моргана е обидена от неприличните забележки на Артур за езичеството, напуска празненството и отива към полето, където езичниците палят белтейнските огньове и танцуват. Аколон я последва. Артур, междувременно, е отведен в леглото от Ланселот и Гуиневир. Той повдига въпроса, че ги е забелязал как се гледат двамата и как Гуиневир не може да забременее. Артур, обвинявайки себе си за това, че не може да ѝ даде дете, предлага Гуиневир да спи с него и с Ланселот, с надеждата, че така необходимият наследник ще бъде заченат. Артур набляга на това, че Гуиневир ще може да се закълне, че детето е заченато в леглото на краля. Ланселот и Гуиневир са скептични, но Артур ги убеждава и всички си лягат. Междувременно, Моргана и Аколон се целуват между танцуващите езичници.
На следващия ден Ланселот съжалява за това, което е направил с Гуиневир и Артур. Моргана разбира, че Ланселот никога не би могъл да я обикне, така че му казва, че той ще изпитва съжаление и тъга през целия си живот. По това време цикълът на Гуиневир отново идва, следователно тя отново не е заченала. Нейната придворна, Илейн, е въодушевена, защото Ланселот (окуражен от Моргана) я е помоли да се омъжи за него. Гуиневир, ядосана и разочарована, я изгонва. Кралицата е обидена и на Моргана, която ѝ е обещала, че заклинанието ще подейства и ненавижда Артур, за това, че е настоявал, че тройката им ще ѝ помогне да зачене.
На сватбата на Ланселот и Илейн, Моргана разговаря с Мерлин. Вивиан не присъства на сватбата на сина си, тъй като езическите знамена на Пендрагон са свалени от Камелот, защото Гуиневир изпада в истерия заради „изрисуваните диваци“. Междувременно, крал Уриенс обсъжда с Артур дали да си вземе втора жена (той е вдовец) и Гуиневир предлага това да е Моргана. Артур не е много щастлив от идеята, но той и Гуиневир решават да попитат Моргана. Кралицата внимателно подбира думите на предложението и Моргана решава, че Аколон ѝ предлага, за това се съгласява. Твърде късно разбира, че е сгодена за бащата, а не за сина. Моргана решава, че ще е най-добре да приеме брака, тъй като Уелс е важен политически съюзник за Артур. Мерлин, разстроен от това, че Моргана напуска Камелот с Уриенс, напуска празненството.

### Част 6: Мордред научава за правото си по рождение
Когато Мерлин се връща в Авалон, умира от старост и умора. Вивиан е ужасно разстроена и Авалон потъва в мъгла. Иронично, Моргана открива, че бракът ѝ с Уриенс всъщност са единствените щастливи години, които животът ѝ предлага. Аколон се превръща в нещо като неин син и за първи път, тя се чувства като част от семейство. Merlin
Междувременно, в Шотландия, Мордред, синът на Моргана от Артур, вече е пораснал. Вивиан му се явява и му казва, че той е наследникът на трона. Мордред приема това присърце и казва на Моргоз (която нарича „майко“), че отива да заяви рожденото си прави. Когато пристига в Камелот, Артур планира да отблъсне саксонците, които отново нападат Британия. Мордред се представя на Артур само като негов племенник, казвайки, че е син на Моргана. Артур не знае, че Мордред е негов син, и младежът е приет с отворени обятия в Камелот.
Крал Уриенс умира и Моргана решава да се върне в Авалон. Въпреки това, мъглите не се повдигат за нея и Моргана вярва, че Богинята умира. В отчаянието си, тя ляга в лодката и се оставя на течението на реката. Игрейн, която е все още жива и живее с монахините, я открива. Жените имат кратко, но щастливо събиране. King
Мордред и Артур, наблюдавайки рицарите един ден, започват да си говорят за наследника. Мордред настоява, че Артур трябва да назове следващия крал, но Артур все още вярва, че Гуиневир би могла да роди син. Мордред настоява Артур да избере някого, преди да падне в битка. Артур казва, че трябва да е някой от неговата кръв. Тогава Мордред разкрива, че самият той е син на Артур и че Моргана навремето е била Девицата-ловджийка. Гуиневир чува това и избягва, засрамена и отчаяна.

### Част 7: Падението на Камелот
Гуиневир започва да се моли по цял ден пред нейните дузини религиозни икони. Един ден Ланселот я открива там и те планират тайна среща, но Мордред чува разговора им. Той хваща двойката точно преди да спят заедно и ги заплашва да ги отведе пред краля и да ги обеси незабавно за изневяра. Ланселот и Гуиневир избягват, след което се разделят за последен път. Гуиневир отива в Гластънбъри, където Игрейн я посреща. Игрейн я отвежда при Моргана, която все още живее там и двете жени най-после се разбират.
Моргана се връща в Камелот, който е в руини, с много мъже разпънати, обесени или обезглавени по стените на двореца. Мордред, Моргана, Вивиан и Моргоз се срещат на стълбището към двореца. Вивиан разкрива плана на Моргоз; разгневената Моргоз изважда нож, за да убие Вивиан, но Вивиан бързо хваща ножа и намушква Моргоз първа. Моргоз умира. Мордред, който е смятал Моргоз за своята истинска майка, изважда своя меч и убива Вивиан. Тъй като тя е Господарката на езерото, слънцето се скрива, а Игрейн усеща, че двете ѝ сестри са мъртви. Рейвън, жрицата, дала обет за мълчание, за първи път изкрещява отчаяно.
Последната битка между саксонците и армията на Артур наблицава. Ланселот се присъединява към него на фронтовата линия точно преди боя. Моргана наблюдава изгарянето на телата на Вивиан и Моргоз. Мордред действително се е присъединил към саксонците и ги води към Артур. Моргана получава видение за това докато телата на лелите ѝ горят пред нея и се тръгва към бойното поле. В жестоката битка умират всички освен Мордред и Артур. Моргана пристига твърде късно. Тя вижда телата на Гавейн, Аколон и Ланселот сред хилядите други. Мордред и Артур са смъртно ранени и двамата. Мордред умира първи, в ръцете на Моргана, но Артур е все още жив. Той я моли да го отведе в Авалон.

### Част 8: Новото въплъщение
Както в началото на филма, Моргана е в лодката. Артур, едва жив, лежи пред нея; Моргана се опитва да повдигне мъглите, но не успява. Артур държи Екскалибур и предполага, че Богинята иска нещо в замяна. Моргана хвърля меча в мъглата, където той мистериозно се превръща в кръст, и мъглите към Авалон се повдигат временно. Артур вижда острова и Моргана казва: „Ние сме вкъщи!“. Артур вижда красивата земя и умира. С неговата смърт, мъглите падат завинаги.
Моргана се връща в Гластънбъри, не за да бъде монахиня, а защото няма къде другаде да отиде. Тя е убедена, че Богинята е мъртва, докато един ден вижда малко момиченце, което се моли в краката на Дева Мария. Моргана се усмихва, вярвайки, че Богинята не е мъртва, а просто се е превъплатила в Мария, и може би има надежда, че един ден, след много поколения, Авалон отново да се възроди.

## Актьори
- Анжелика Хюстън като Вивиан
- Джулиана Маргулис като Моргана
- Джоан Алън като Моргоз
- Саманта Матис като Гуиневир
- Карълайн Гудъл като Игрейн
- Едуард Атертън като Артур
- Мишел Вартан като Ланселот
- Майкъл Бърн като Мерлин
- Ханс Матисън като Мордред
- Марк Луис Джоунс като Утер
- Клайв Ръсел като Горлойс
- Биди Ходсън като Илейн
- Иан Дънкан като Аколон
- Тамсин Егертон като малката Моргана
- Фреди Хаймор като малкия Артур

|  | Тази страница частично или изцяло представлява превод на страницата The Mists of Avalon (TV miniseries) в Уикипедия на английски. Оригиналният текст, както и този превод, са защитени от Лиценза „Криейтив Комънс – Признание – Споделяне на споделеното“, а за съдържание, създадено преди юни 2009 година – от Лиценза за свободна документация на ГНУ. Прегледайте историята на редакциите на оригиналната страница, както и на преводната страница, за да видите списъка на съавторите. ВАЖНО: Този шаблон се отнася единствено до авторските права върху съдържанието на статията. Добавянето му не отменя изискването да се посочват конкретни източници на твърденията, които да бъдат благонадеждни. |